# Ourdou
Cette page contient des caractères spéciaux ou non latins. S’ils s’affichent mal (▯, ?, etc.), consultez la page d’aide Unicode.
 (mars 2019).
Si vous disposez d'ouvrages ou d'articles de référence ou si vous connaissez des sites web de qualité traitant du thème abordé ici, merci de compléter l'article en donnant les références utiles à sa vérifiabilité et en les liant à la section « Notes et références ».
L'ourdou ou urdu (autonyme : اُردُو, urdū, /ˈʊr.duː/, ou لشکری, laškari, sous une forme plus longue laškari zabān لشکری زبان) est une langue appartenant au groupe indo-iranien de la famille des langues indo-européennes. Il est parlé dans le Nord de l'Inde, d'où il est originaire, ainsi qu'au Pakistan, dont il est la langue officielle et le support de l'identité nationale. En Inde, il est une langue officielle reconnue par la Constitution. Il s'écrit avec l'alphabet perso-arabe modifié pour répondre aux besoins linguistiques. Environ 170 millions de personnes utilisent l'ourdou, dont 60 à 80 millions comme première langue.

## Histoire et étymologie

### Origine
Cette langue s'est développée dans les armées et les bazars au contact des conquérants musulmans du sous-continent indien aux xiie et xiiie siècles. Très vite l'ourdou intégra un nombre important de mots du persan, langue qui elle-même véhiculait de nombreux mots arabes. On sait que vers la fin du xive siècle, l'ourdou était devenu une langue véhiculaire et qu'on le parlait dans la plus grande partie de l'Inde du nord, avant qu'elle ne s'étende à l'ensemble du sous-continent indien. À la suite de la colonisation britannique de l'Inde, l'ourdou a également fait de très nombreux emprunts à l'anglais.

### Le nom d'une langue
Le mot « ourdou » est une abréviation de l'expression zabān-e urdu-e mu'alla, qui signifie « langue des camps royaux » ou aussi « des camps glorieux ». Il s'agit d'une langue qui se fonde sur le dialecte qui était parlé à Delhi et dans ses environs, appelé khaṛī bolī (la « langue correcte »), et qui s'est nourri ensuite des traditions littéraires de sultanats, particulièrement ceux du Deccan, et plus tardivement d'États tels que le nizamat d'Hyderabad ou la nababie d'Aoude,.
En fait, pendant une longue période, l'ourdou n'a pas eu de nom spécifique : en fonction de son avancée géographique sous l'influence des marchands et des prédicateurs, on parlait tantôt de hindvī, langue des hindous (expression utilisée par les élites persanophones), de gujrī, langue du Gujarat, ou dakhinī, langue du Deccan (par exemple dans les cours des royaumes de Golconde et de Bijapur, où l'ourdou devint une langue littéraire à partir du xvie siècle). Dans la région de Delhi on utilisait plutôt l'expression rekhta (ou rexta), terme signifiant « (langue) mêlée »,. Et ce n'est qu'au xixe siècle que l'on va utiliser le terme de « ourdou », mot en réalité d'origine turcique, qui a aussi donné « horde » en français.

## Proximité avec d'autres langues

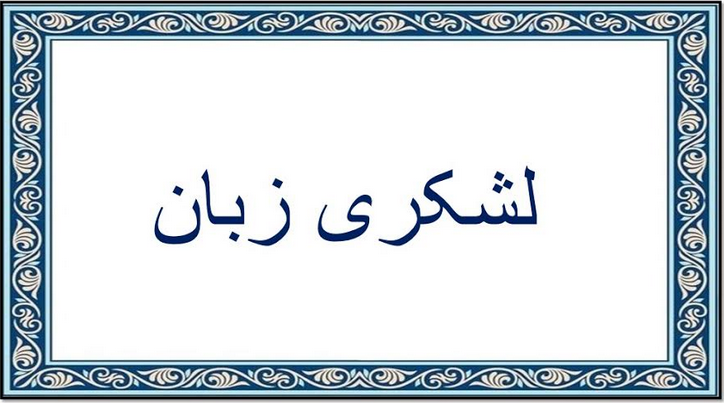
Laškari zabān (un des noms désignant l'ourdou) calligraphié en nastaʿlīq.

Très proche du hindi par sa syntaxe et sa morphologie (avant 1947 on appelait hindoustani le hindi et l'ourdou, qui ne constituaient qu'une seule langue), l'ourdou a fait de nombreux emprunts lexicaux à l'arabe et au persan, langues qui ont introduit dans son système phonologique des phonèmes supplémentaires. Au Pakistan, l'écart avec le hindi a eu tendance à s'accroître après la Partition des Indes (1947), du fait d'une politique de « repersanisation » de la langue et d'une élimination des termes sanskrits. L'ourdou s'écrit selon la graphie arabo-persane dite nastaʿlīq.
Cependant, l'ourdou et l'hindi sont dans leur registre familier, tels que spontanément parlés ou entendus dans les médias et au quotidien, une seule et même langue. Les deux langues partagent un unique et même système grammatical et la plupart de leur vocabulaire.

## Distribution géographique

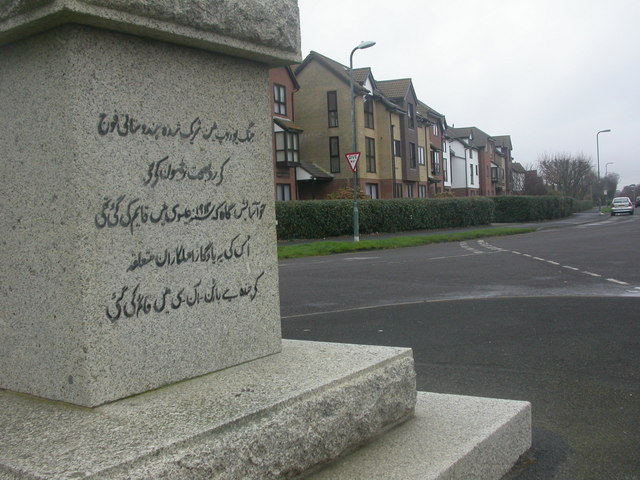
Monument relatif à la Première Guerre mondiale, avec inscription en ourdou, à Barton on Sea.

L'ourdou est la langue officielle du Pakistan. Utilisé dans le système éducatif, la littérature et les cours, considéré comme langue identitaire de l'islamité du sous-continent indien. Parlé dans les centres urbains, notamment à Karachi par la minorité muhadjir (laquelle demeure souvent réputée allogène car réfugiée du nord de l'Inde après la partition du sous-continent en 1947), il n'est l'idiome principal que de 8 % de la population et demeure à la cinquième place au nombre des locuteurs natifs (le pendjabi étant, lui, usité en première langue par 44 % de la population — soit 60 millions —, tandis que le pachto, le sindhi et le saraiki sont, respectivement, les idiomes premiers de 15 % (20 millions), 14 % et 11 % des Pakistanais).
En Inde, l'ourdou est également une langue officielle reconnue par la Constitution. L'ourdou est aussi une langue officielle des États de l'Andhra Pradesh, du Bengale, du Bihar, du Jammu-et-Cachemire, du Telangana et de l'Uttar Pradesh, ainsi que de la capitale nationale, Delhi. Le pays abrite la plus importante population de locuteurs natifs de cette langue, qui constitue encore une langue identitaire parmi une majorité des musulmans indiens issus de la plaine gangétique (le Hindi-Urdu Belt ou Hindustani Belt), de l'Inde centrale et du Deccan, ses terroirs d'origine. Dans quelques universités de l'Inde, l'ourdou est considéré comme une langue de prestige. C'est vrai pour les villes de Lucknow, Aligarh, Delhi et Hyderabad. Si avec la Partition des Indes, il fut associé de tout part à l'islamité et aux musulmans, l'ourdou a été historiquement une langue d'administration et de culture, maîtrisé par les couches lettrées de la plupart des groupes ethniques et religieux de l'Inde du Nord et au-delà. L'ourdou bénéficie ainsi encore d'un certain aura parmi l'aristocratie et l'ancienne bourgeoisie, bien que fortement amoindri par l'hindi standard moderne.

## Situations linguistiques apparentées
Le hindi et l'ourdou, deux langues très proches, sont parlées par environ 530 à 540 millions de personnes (2018) en langue maternelle et seconde dans tout le sous-continent Indien, et cet exemple de deux langues très proches est similaire à des langues très proches comme le yiddish et l'allemand, comme le serbe, le croate, et le bosniaque, qui jadis formaient le serbo-croate, ou même de l'exemple des langues scandinaves (suédois, danois et norvégien). En Asie, l'indonésien est une langue véhiculaire, synthèse de parlers malais, très proche du malais parlé en Malaisie, et qui est devenu la langue nationale de l'Indonésie.
Si la frontière entre le Pakistan et l'Inde est quasiment fermée (sauf à Waga), ce qui limite les rencontres, en revanche, avec les antennes TV satellites, de nombreux Pakistanais regardent les programmes télévisés indiens, en hindi, et de nombreux Indiens regardent la télévision pakistanaise en ourdou. Le cinéma aussi, est très présent, avec de nombreux films de Bollywood en hindi, largement diffusés au Pakistan. La musique est aussi véhiculaire en hindi et ourdou, car de nombreux artistes chantent en ces deux langues.  

## Nombre de locuteurs
| Pays            | Locuteurs   | Dont L1    | Dont L2     |
| --------------- | ----------- | ---------- | ----------- |
| Pakistan        | 109 100 000 | 15 100 000 | 94 000 000  |
| Inde            | 58 340 000  | 50 800 000 | 7 540 000   |
| Arabie saoudite | 757 000     |            |             |
| Népal           | 691 546     |            |             |
| Royaume-Uni     | 400 000     |            |             |
| États-Unis      | 300 000     |            |             |
| Bangladesh      | 250 000     |            |             |
| Canada          | 206 000     |            |             |
| Qatar           | 173 000     |            |             |
| Oman            | 95 000      |            |             |
| Iran            | 88 000      |            |             |
| Bahreïn         | 74 000      |            |             |
| Norvège         | 34 000      |            |             |
| Turquie         | 24 000      |            |             |
| Allemagne       | 23 000      |            |             |
|                 |             |            |             |
| Monde entier    | 176 188 117 | 68 988 177 | 107 199 940 |

## Phonologie
Voici l'ensemble des phonèmes de l'ourdou (les romanisations sont données selon le système de Hunter), :

### Consonnes
Les sons indiqués entre parenthèses n'existent que dans certains dialectes.
|            |           | Bilabiales | Bilabiales | Bilabiales | Dentales | Dentales | Dentales | Alvéolaires | Alvéolaires | Alvéolaires | Rétroflexes | Rétroflexes | Rétroflexes | Palatales | Palatales | Palatales | Vélaires | Vélaires | Vélaires | Uvulaires | Uvulaires | Uvulaires | Glottales | Glottales | Glottales |
| ---------- | --------- | ---------- | ---------- | ---------- | -------- | -------- | -------- | ----------- | ----------- | ----------- | ----------- | ----------- | ----------- | --------- | --------- | --------- | -------- | -------- | -------- | --------- | --------- | --------- | --------- | --------- | --------- |
| Nasales    | nasales   | [m]        | م          | m          |          |          |          | [n]         | ن           | n           |             |             |             |           |           |           | [ŋ]      | ن        | n, ṅ     |           |           |           |           |           |           |
| Nasales    | murmurées | ([mʱ])     | مھ         | mh         |          |          |          | ([nʱ])      | نھ          | nh          |             |             |             |           |           |           |          |          |          |           |           |           |           |           |           |
| Occlusives | sourdes   | [p]        | پ          | p          | [t̪]      | ت        | t        |             |             |             | [ʈ ]        | ٹ           | t, ṭ        | [ t͡ʃ ]    | چ         | ch        | [k]      | ک        | k        | [q]       | ق         | q         | ([ʔ])     | ع         | ’         |
| Occlusives | aspirées  | [pʰ]       | پھ         | ph         | [t̪ʰ]     | تھ       | th       |             |             |             | [ʈʰ]        | ٹھ          | th, ṭh      | [ t͡ʃʰ]    | چھ        | chh       | [kʰ]     | کھ       | kh       |           |           |           |           |           |           |
| Occlusives | voisées   | [b]        | ب          | b          | [d̪]      | د        | d        |             |             |             | [ɖ ]        | ڈ           | d, ḍ        | [ d͡ʒ]     | ج         | j         | [g]      | گ        | g        |           |           |           |           |           |           |
| Occlusives | murmurées | [bʱ]       | بھ         | bh         | [d̪ʱ]     | دھ       | dh       |             |             |             | [ɖʱ]        | ڈھ          | dh, ḍh      | [ d͡ʒʱ]    | جھ        | jh        | [gʱ]     | گھ       | gh       |           |           |           |           |           |           |
| Fricatives | sourdes   | [f]        | ف          | f          |          |          |          | [s]         | س           | s           |             |             |             | [ ʃ ]     | ش         | sh        | [ x]     | خ        | kh, k͟h   |           |           |           | ([h])     | ہ/ح       | h         |
| Fricatives | voisées   | [v]        | و          | v          |          |          |          | [z]         | ز           | z           |             |             |             | [ ʒ]      | ژ         | zh        | [ɣ]      | غ        | gh, g͟h   |           |           |           | [ɦ]       | ہ/ح       | h         |
| Battues    | voisées   |            |            |            |          |          |          | [ɾ]         | ر           | r           | [ɽ]         | ڑ           | r, ṛ        |           |           |           |          |          |          |           |           |           |           |           |           |
| Battues    | murmurées |            |            |            |          |          |          | ([ɾʱ])      | رھ          | rh          | ([ɽʱ])      | ڑھ          | rh, ṛh      |           |           |           |          |          |          |           |           |           |           |           |           |
| Spirantes  | voisées   | [ʋ]        | و          | v          |          |          |          | [l]         | ل           | l           |             |             |             | [ j]      | ی         | y         |          |          |          |           |           |           |           |           |           |
| Spirantes  | murmurées |            |            |            |          |          |          | ([lʱ])      | لھ          | lh          |             |             |             |           |           |           |          |          |          |           |           |           |           |           |           |

### Voyelles
Les sons indiqués entre parenthèses n'existent que dans certains dialectes.
|             |         | Antérieures | Antérieures | Centrales | Postérieures | Postérieures |
| ----------- | ------- | ----------- | ----------- | --------- | ------------ | ------------ |
| courtes     | longues | courtes     | longues     | Centrales |              |              |
| Fermées     | orales  | [ɪ]         | [iː]        |           | [ʊ]          | [uː]         |
| Fermées     | nasales | [ɪ̃]         | [ĩː]        |           | [ʊ̃]          | [ũː]         |
| Mi-fermées  | orales  | ([e])       | [eː]        |           | ([o])        | [oː]         |
| Mi-fermées  | nasales |             | [ẽː]        |           |              | [õː]         |
| Moyennes    | orales  |             |             | [ə]       |              |              |
| Moyennes    | nasales |             |             | [ə̃]       |              |              |
| Mi-ouvertes | orales  | ([ɛ])       | [ɛː]        |           | ([ɔ])        | [ɔː]         |
| Mi-ouvertes | nasales |             | [ɛ̃ː]        |           |              | [ɔ̃ː]         |
| Ouvertes    | orales  |             | [æː]        |           |              | [ɑː]         |
| Ouvertes    | nasales |             |             |           |              | [ɑ̃ː]         |

## Alphabet
L'alphabet ourdou est une forme modifiée de l'alphabet perso-arabe. Il se compose de 35 signes (ou 37,, voire 38, selon les distinctions introduites entre graphies). Ce nombre plus élevé que celui de l'alphabet perso-arabe (32 ou 33 signes) vient de la nécessité de retranscrire des sons propres aux langues indo-aryennes.  

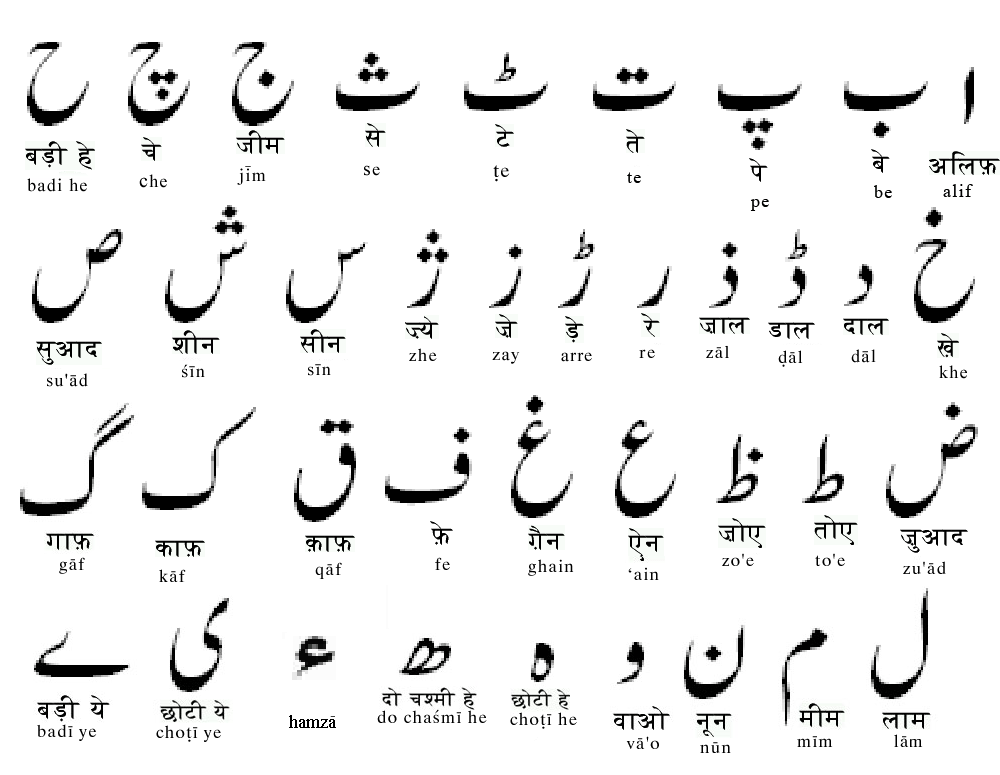
L'alphabet ourdou (avec 38 caractères), avec la transcription des noms de lettres en alphabets latin et devanagari. Lire le tableau de droite à gauche.